# 전황후
전황후(全皇后, 244년 ~ 301년? 302년?)는 중국 삼국 시대 오(吳)의 제 2대 황제 손량(孫亮)의 황후이다. 전종(全琮)의 종손 전상(全尙)의 딸로, 양주(揚州) 오군(吳郡) 전당현(錢唐縣) 사람이다. 휘는 혜해(惠解)이다.

## 생애
어린 시절 전종의 부인이자 손권(孫權)의 딸인 손대호(孫大虎)의 총애를 받았고, 손대호는 전씨가 손권의 막내 아들인 손량(孫亮)의 부인이 되도록 했다. 손량이 태자에 봉해지자 태자비가 되었으며, 손량이 황제에 즉위하자 황후가 되었다.
손침(孫綝)이 정권을 잡고 오만하게 행동하자, 258년 손량은 전상과 그의 아들 전기(全紀), 유승(劉丞) 등과 함께 손침을 죽일 계획을 세웠지만, 전상이 무심결에 손침의 사촌동생이었던 자신의 부인에게 이를 말했고, 전상의 부인은 이를 손침에게 밀고하였다. 손량의 계획을 알아차린 손침은 전상을 잡아들이고 유승을 처형했으며, 전기는 자신의 아버지의 실수로 인해 자결했다. 손침은 손량을 페위시켰으며, 전황후 또한 폐위되었다. 전상은 손침에 의해 영릉(零陵)으로 보내진 뒤 살해되었다.
이후 손량의 형인 손휴(孫休)가 황제에 즉위하였고, 손량은 후관후(候官侯)로 봉해져 이송되던 중에 자살하였다. 전씨는 후관(候官)에서 거처하게 되었으며, 영녕(永寧) 연간(301년 ~ 302년) 세상을 떠났고, 오군(吳郡)으로 옮겨졌다.

## 같이 보기
- 삼국지 인물 목록